# Roane megye (Tennessee)
Roane megye az Amerikai Egyesült Államokban, azon belül Tennessee államban található. Megyeszékhelye Kingston, legnagyobb városa Harriman. Lakosainak száma 53 404 fő (2020. április 1.). Roane megye Morgan, McMinn, Anderson, Loudon, Meigs, Rhea, Cumberland és Knox megyékkel határos.

## Népesség
A megye népességének változása:
| Lakosok száma | 54 129 | 53 804 | 53 479 | 53 047 | 52 753 | 53 404 |
|               | 2010   | 2011   | 2012   | 2013   | 2015   | 2020   |